# Gordon Rugg
Gordon Rugg (Perth, 1955) è un informatico e studioso di psicologia britannico.
È noto principalmente per aver descritto il probabile metodo di composizione del manoscritto Voynich.

## Biografia
Nato a Perth nel 1955, Rugg ha ottenuto una laurea in lingua francese e una in linguistica presso l'università di Reading, nel Regno Unito. Dopo un PhD in Psicologia ha lavorato come ricercatore e docente nel campo dell'Intelligenza Artificiale presso l'Università di Nottingham ed altri istituti universitari di primo piano.
Attualmente, lavora come docente e ricercatore presso la Keele University, dove dirige il Knowledge Modelling Group . Inoltre, è nel consiglio editoriale della rivista Expert Systems: The journal of knowledge engineering.
È membro della Society of Authors.

## Il lavoro di ricerca
La maggior parte delle opere di Rugg riguardano le tecniche di elicitazione del dialogo semi-spontaneo, cioè i metodi per ottenere informazioni addizionali da persone con cui si comunica, una branca della linguistica sfruttata soprattutto per la produzione di ricerche di mercato e di sintesi delle richieste del cliente.
Tra le pubblicazioni di Rugg vi sono alcuni studi sulla tecnica del Card sorting , un processo di elicitazione basato sulla suddivisione da parte degli utenti di alcune idee chiave (scritte su carta), da distribuire in diversi gruppi. Questo metodo ha ottenuto buona diffusione nell'ambito dello sviluppo di interfacce informatiche.
A partire dai suoi studi, ha sviluppato insieme a Peter McGeorge la tecnica del laddering , basata sulla suddivisione dei concetti in scale gerarchiche: questa tecnica ha ottenuto una buona diffusione a partire dagli anni novanta, per la praticità di conversione dei risultati in rappresentazioni grafiche e per la possibilità di essere gestita tramite mezzi informatici.

Con Neil Maiden ha pubblicato ACRE: a Framework for Acquisition of Requirements, un paper dove per la prima volta si forniva un metodo razionale e scientifico per selezionare le tecniche di elicitazione più adatte per le differenti situazioni d'uso.
A partire da questi lavori, ha pubblicato con Marian Petre A Gentle Guide to Research Methods .

## Il metodo dell'Approccio verificatore
Sulla base delle proprie ricerche nell'estrazione e nella gestione di informazioni, Rugg ha sviluppato (con Joanne Hyde) un metodo di analisi delle questioni complesse denominato "Verifier Approach".
Il metodo prevede l'analisi sia contenutistica che linguistica di un caso, e procede per sette gradi:
1. raccogliere le conoscenze su una disciplina e i suoi metodi, attraverso interviste e letture, tramite tecniche elicitorie
2. determinare le critical expertise, cioè le conoscenze critiche, necessarie per il lavoro
3. cercare errori e presupposti falsati nelle ricerche esistenti
4. analizzare i termini gergali per evidenziale le differenze tra i termini chiave
5. verificare l'assenza di errori classici dovuti a fattori umani
6. verificare come gli errori si sono riflessi sulle deduzioni
7. suggerire nuovi percorsi di ricerca secondo quanto emerso dai precedenti punti

Il metodo analizza innanzitutto l'ambito di ricerca, per poi cercare di identificare gli errori presenti nella documentazione esistente. Lo scopo del sistema non è mostrare tutti gli errori presenti in una ricerca, ma di facilitare l'emergere degli errori chiave e la loro identificazione.

## Il manoscritto Voynich
Con la filosofia dell'Approccio Verificatore, Rugg nel 2004 ha provato a rivalutare i precedenti studi su un famoso caso di crittologia, il cosiddetto manoscritto Voynich, un presunto testo rinascimentale di medicina, scritto in modo incomprensibile e la cui traduzione aveva messo in difficoltà i più grandi studiosi dell'epoca, inclusi gli esperti di crittologia dell'esercito statunitense.
Le ricerche precedenti sul testo indicavano che il testo era troppo improbabile per essere una semplice crittografia da una lingua nota, ma troppo complesso per essere un falso.
In prima analisi Rugg rivalutò le considerazioni sulla complessità del testo, confrontandola con le conoscenze dell'epoca della presunta stesura e cercando egli stesso di produrre un testo con il medesimo grado di complessità usando tecniche del XVI secolo.
Rugg riuscì ad identificare un metodo in grado di produrre risultati simili: la griglia di Cardano, uno strumento magico-matematico già noto nel probabile periodo di produzione dell'opera. Con la griglia e un set di sillabe senza senso, Rugg riuscì a ricostruire un testo in una pseudolingua simile al cosiddetto Voynichese in modo molto rapido e poco faticoso. Il sistema risultò essere in uso già presso i servizi segreti dell'epoca elisabettiana, confermando quindi la diffusione di questa conoscenza.
Gli studi di Rugg lo portarono a misurare il tempo necessario per la produzione di una singola pagina del testo in non più di una o due ore, a seconda della complessità delle immagini contenute. Questo portava il tempo totale di produzione del volume a meno di 500 ore, un tempo molto inferiore a quanto previsto in precedenza, rendendo così credibile la teoria secondo cui il testo sarebbe stato prodotto come falso per truffare Rodolfo II.
Anche gli altri elementi testuali e decorativi della pagina avrebbero potuto essere prodotti con la medesima facilità, con un set di sillabe appena differente.
A favore della teoria, Rugg ha portato anche un'analisi statistica del testo, che mostra ricorrenze statistiche differenti delle diverse sillabe: questo fatto sarebbe facilmente ottenibile strutturando la tabella delle sillabe in modo da avere parti ripetute.
Nell'aprile 2007 il fisico teorico e programmatore austriaco Andreas Schinner, ricercatore presso la Johannes Kepler University, ha pubblicato uno studio di conferma sulla rivista specialistica Cryptologia : Schinner ha applicato un metodo informatico di analisi statistica per misurare alcune proprietà di ricorsività del testo, paragonandolo con una serie di documenti ottenuti con griglie di Cardano. Il risultato dell'analisi ha confermato l'ipotesi di Rugg, mostrando livelli di entropia identici nel documento originale e nei campioni di confronto.
Tuttavia, come afferma lo stesso Rugg, il metodo utilizzato dimostra che è possibile produrre in tempi brevi un manoscritto molto simile al Voynich, e non certo che il manoscritto originale sia stato prodotto in quel modo.

## Altri lavori
Rugg ha prodotto studi anche su campi diversi della conoscenza, come l'archeologia e le tecniche di insegnamento. Con Maureen Mullane ha pubblicato uno studio su come distinguere se un manufatto in pietra è stato prodotto da uno scultore destro o mancino .
Nell'aprile 2007 ha presentato presso la University of Southampton uno studio sull'utilizzo della teoria dei grafi per misurare il grado di complessità di artefatti tecnologici: il metodo si basa sull'analisi degli strumenti e dei materiali necessari alla produzione delle singole parti di un pezzo, sugli strumenti richiesti per la produzione degli strumenti e dei materiali stessi, ecc.
Con la neurofisiologa Sue Gerrard ha pubblicato diversi paper sul tema dell'istruzione e della mappatura dei diversi tipi di conoscenze e abilità, e sullo sviluppo di tecniche di insegnamento ad hoc. Sul tema ha pubblicato anche due testi, in collaborazione con Marian Petre: The Unwritten Rules of PhD Research, e il già citato A Gentle Guide to Research Methods.